# TemaTres
TemaTres és una aplicació web utilitzada com a gestora de tesaurus i altres llenguatges documentals. És programari lliure. Per al seu funcionament i instal·lació requereix un programa per a servidors webs (que pot ser Wamp Server versió 2.0 o MAMPen Mac), PHP i el gestor de base de dades MySQL. No compleix tots els requeriments de la norma ISO 25964, així i tot compleix la quasi totalitat d'ells.
Té dos interfícies: una de gestió i una de navegació. Permet exportar els termes en esquemes XML del tipus Dublin Core, BS8723-5, Zthes, MADS, XTM i SKOS-Core.
Quant a les seues funcionalitats:
- Permet la col·laboració dels usuaris.
- No permet fusionar tesaures ni consultar un registre de logs.[6]
- Permet insertar una major varietat de notes que altres gestors de tesaures.
- Permet establir jerarquies inconsistents.[7]
- Mitjançant l'exportació en formats normalitzats es poden arribar a fer visualitzacions[8] que permeten fer anàlisis.[9]
- No està pensat per a construir tesaures multilingües.
- No permet crear tipus de relacions.[10]

Fou utilitzat amb èxit per a gestionar el llenguatge documental Vocindario de la base de dades ISOC i el tesaure del Tribunal de Comptes del Districte Federal de Brazil. Una versió modificada també fou implantada al Banc de Vocabulari de la ODS. Una altra versió modificada és utilitzada al servei VocMatch del projecte LoCloud.